# Юнган
 Тази статия е за пещерата в Китай.  За реката в Швеция вижте Юнган (река).  
Юнган (на китайски: 云岗石窟) е пещера край град Датун в провинция Шанси, северен Китай.
В разположени в пещерите 252 кухини и ниши с обща площ 18 хиляди квадратни метра се намират над 50 хиляди будистки статуи, изработени в империята Северна Уей през V-VI век, които са сочени за едни от образците на класическото китайско изкуство. Макар и повлияни от будисткото пещерно изкуство от Южна и Централна Азия, те имат специфичен характер и стават основа за по-късната будистка скулптура в цяла Източна Азия.
През 2001 година пешерата Юнган е включена в списъка на Световното наследство на ЮНЕСКО.